# Zapał

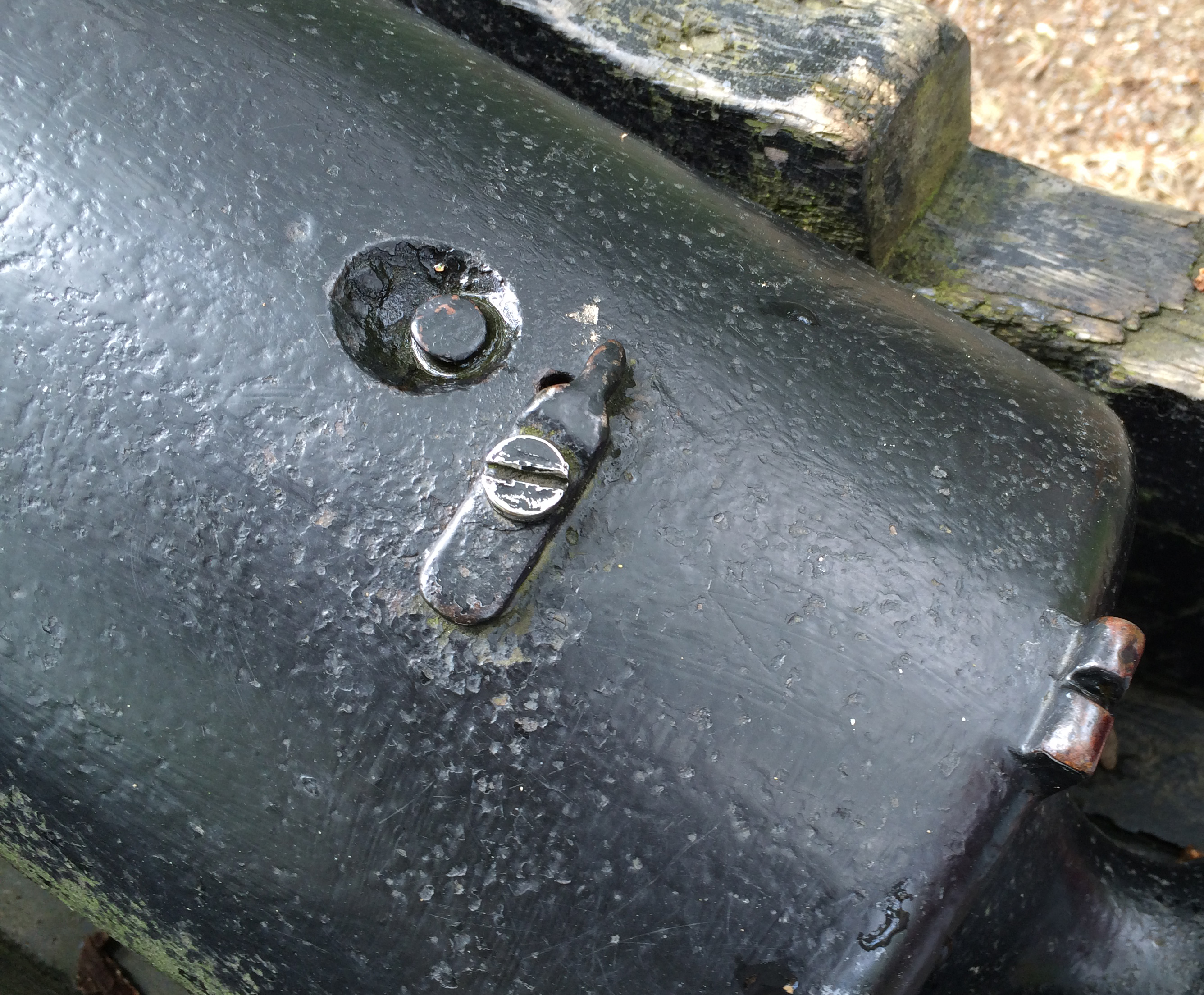
Zagwożdżony zapał XIX-wiecznego działa

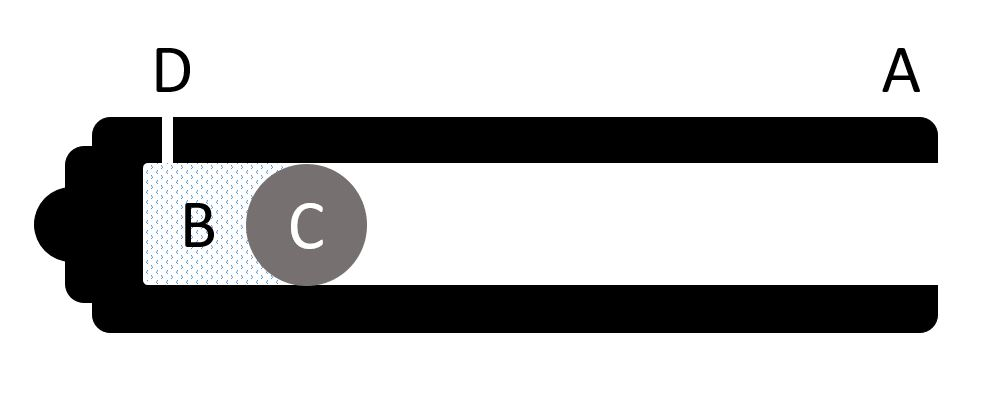
Schemat załadowanego działa:
A – lufa
B – ładunek miotający
C – pocisk
D – zapał

Zapał (otwór zapałowy) – w dawnej odprzodowej ręcznej broni palnej oraz artyleryjskiej niewielki otwór w tylnej części lufy, łączący panewkę z ładunkiem miotającym umieszczonym w przewodzie lufy.
Umożliwiał doprowadzenie ognia za pomocą lontu (albo miałkiego prochu) do ładunku w dennej części lufy.
W chwili wystrzału ogień powstający na panewce przenoszony był przez zapał do wnętrza lufy, powodując zapłon ładunku miotającego (prochu) i wystrzelenie pocisku.
We wczesnej  (XV-wiecznej)  broni ręcznej zapał umieszczano  na górnej powierzchni lufy, później – po jej prawej  stronie, przy panewce zamka. W działach umieszczony był na wierzchu tylnej (zamkowej) części lufy. Prostym sposobem szybkiego unieszkodliwienia działa było jego zagwożdżenie, polegające na trwałym zablokowaniu zapału wbitym w niego przedmiotem (bolcem, sztyftem, gwoździem).